# Back Street
Back Street est un roman américain de Fannie Hurst paru en 1931 qui relate l'histoire d’un amour dans l’ombre.
Ce roman a connu à sa sortie un immense succès, au point que l'expression « Back street » est devenue emblématique de la situation de la « maîtresse cachée » et désintéressée.

## Résumé
Ray Schmidt, l'héroïne, voue toute sa vie au riche Walter Saxel, qui a épousé Corinne, membre comme lui de la bonne société juive de Cincinnati de la fin du XIXe siècle.
Tandis que Walter, au fur et à mesure que sa fortune augmente, fait vivre femme et enfants dans l'opulence puis le luxe, il maintient sa maîtresse Ray dans une relative pauvreté, car elle est pour lui la compagne de ses débuts, celle qui l'aime « pour lui-même ». Après la mort brutale de Walter et celle de son fils Richard, Ray, femme déclassée et démunie, vit une descente aux enfers narrée avec un grand réalisme, qui constitue la partie la plus forte du roman. Comme Walter, elle meurt en France après avoir vendu tout ce qu'elle pouvait avoir comme objet de valeur. 

## Adaptations cinématographiques
Plusieurs films ont été tirés de ce roman. 
- 1932 : Back Street (titre français : Histoire d'un amour), film américain réalisé par John M. Stahl, avec Irene Dunne
- 1941 : Back Street, film américain réalisé par Robert Stevenson, avec Margaret Sullavan
- 1961 : Histoire d'un amour (Back Street), film américain réalisé par David Miller, avec Susan Hayward

En 1980 et 1982, Claude Pinoteau y fait plusieurs fois référence dans La Boum et  La Boum 2 à travers le personnage de Poupette, joué par Denise Grey, l'arrière-grand-mère de Vic, jouée par Sophie Marceau, qui vit  avec un homme, Jean-Louis, une relation ressemblant à celle de Ray Schmidt et Walter Saxel et s'identifie ainsi beaucoup à ce livre.